# Кефал Сиракузский
Кефал Сиракузский, он же Кефал II (др.-греч. Κέφαλος;) — древнегреческий деятель. Владелец большой оружейной мастерской. Метэк. Отец известного оратора Лисия. В основном известен благодаря участию в диалоге Платона «Государство».

## Биография
В Афинах Кефал прожил 30 лет. В них, вероятно, он переехал по совету Перикла I. Основал кузницу, которая начала пользоваться большим успехом. В кузнице ковались щиты и к 404 г. до н. э. в ней работало около сотни рабов. В диалогах Платона Кефал описывается как усердный работник. Он старается поднять состояние семьи после того, как его отец растратил наследие. Владения которыми владел Кефал II можно было сопоставить с Сиракузскими владениями его деда, Кефала I.
Имел трёх детей: Полемарха, Лисия и Евтидема. Американский профессор философии Дебра Нейлс предполагает, что у Кефала было две жены. Предположение это связано с разницей в возрасте между детьми и возрастом их матери. В хозяйстве Кефал, помимо сотни рабов, имел три дома.